# 飯田里樹
飯田 里樹（いいだ さとき、1974年2月18日 - ）は、日本の男性音響監督。現在はフリーランス。

## 経歴
当初は映画監督志望であり、高校時代は映画研究部に所属して、8ミリフィルムで実写映画やセルアニメを撮っていた。その時に映画監督になりたく、映像系の専門学校を選ぶ。当時はハリウッド映画の全盛期で日本映画は元気がなかったため、テレビ番組制作会社のダックスインターナショナルに入社。
1990年代後半から2000年代前半にかけて、Triangleや株式会社ウィルを中心に、数多くのアダルトゲームにて音響監督を務めた。その後、声優ブームが来たこともあり、取引先から「ドラマCDを作りませんか？」と誘われて、ドラマCDの制作業務を始める。そのドラマCDがアニメ化されることになり、「アニメの音響制作もやりませんか?」、「じゃあ、やりましょう」となり、アニメの音響制作進行としての活動を始める。その後はだんだんアニメの音響の仕事が増えていったという。1999年には『超特急ヒカリアン』にて、テレビアニメ音響監督としてのデビューを飾った。2004年頃から徐々に一般向けアニメの音響作業に重点を置くようになり、近年は岸誠二監督作品の常連スタッフとしても活躍している。この他にドラマCDも多く手がける。

## 人物
SEへのこだわりが強く、これは音響効果の奥田維城によるものが大きいとのこと。
『瀬戸の花嫁』や『天体戦士サンレッド』のフィギュアを自作した事がある。『あそびあそばせ』では制作した性教育人形が本編で使用されている。
『Angel Beats!』では音響監督の立場に留まらず脚本会議の段階から参加している。
一緒に仕事をすることの多い岸のことをリーダーシップのある人物だと評する一方、自分は現場でのアドリブが多いと飯田は『電撃G’sマガジン』とのインタビューの中で話しており、岸から「この場面の音楽をどうすべきか」と尋ねられた場合、絵を見ないとわからないと答えざるを得ず、いつも言い合いをしながらアニメを作っていると語っている。

## 主な作品
特に表記のない限りは、全て「音響監督」としての参加である。

### テレビアニメ
1997年
- 超特急ヒカリアン（音響制作） ※1999年度から音響監督

1998年
- セクシーコマンドー外伝 すごいよ!!マサルさん（音響制作）
- 浦安鉄筋家族（音響制作）
- 夢で逢えたら（音響制作）

2000年
- 無敵王トライゼノン（音響制作）

2001年
- チャンス〜トライアングルセッション〜（音響制作進行）
- RAVE（音響制作）

2002年
- 電光超特急ヒカリアン

2003年
- MOUSE（音響制作）
- グリーングリーン（音響制作）

2004年
- スウィート・ヴァレリアン（音響制作）
- マリア様がみてる（音響制作）
- マリア様がみてる〜春〜（音響制作）
- ゆめりあ（音響制作）

2005年
- これが私の御主人様

2006年
- RGBアドベンチャー
- Soul Link
- マージナルプリンス〜月桂樹の王子達〜
- マジカノ

2007年
- AYAKASHI
- 瀬戸の花嫁

2008年
- あまつき
- S・A 〜スペシャル・エー〜
- 天体戦士サンレッド

2009年
- にゃんこい!
- 天体戦士サンレッド（第2期）

2010年
- 爆丸バトルブローラーズ ニューヴェストロイア
- ケツ犬
- Angel Beats!
- アマガミSS

2011年
- 爆丸バトルブローラーズ ガンダリアンインベーダーズ
- Persona4 the ANIMATION
- まよチキ!

2012年
- アマガミSS+ plus
- 妖狐×僕SS
- お兄ちゃんだけど愛さえあれば関係ないよねっ
- 人類は衰退しました
- 武装神姫

2013年
- 蒼き鋼のアルペジオ -アルス・ノヴァ-
- AMNESIA
- ダンガンロンパ 希望の学園と絶望の高校生 The Animation
- DIABOLIK LOVERS
- DEVIL SURVIVOR 2 the ANIMATION
- Fate/kaleid liner プリズマ☆イリヤ
- ブラッドラッド

2014年
- 桜Trick
- 人生相談テレビアニメーション「人生」
- DRAMAtical Murder
- ハマトラ
- Persona4 the Golden ANIMATION
- 結城友奈は勇者である
- Re:␣ ハマトラ

2015年
- 暗殺教室
- Charlotte
- 銃皇無尽のファフニール
- ノラガミ ARAGOTO
- 放課後のプレアデス
- 乱歩奇譚 Game of Laplace

2016年
- ダンガンロンパ3 -The End of 希望ヶ峰学園-
- ネトゲの嫁は女の子じゃないと思った?
- ハルチカ〜ハルタとチカは青春する〜
- PERSONA5 the Animation -THE DAY BREAKERS-
- マギ シンドバッドの冒険
- 魔法少女育成計画

2017年
- 青の祓魔師 京都不浄王篇
- アクションヒロイン チアフルーツ
- サクラクエスト
- 月がきれい
- フレームアームズ・ガール
- ようこそ実力至上主義の教室へ
- キノの旅 -the Beautiful World- the Animated Series
- 結城友奈は勇者である -鷲尾須美の章-/-勇者の章-

2018年
- 刀使ノ巫女
- ハクメイとミコチ
- PERSONA5 the Animation
- あそびあそばせ

2019年
- BanG Dream! 2nd Season
- みにとじ
- 彼方のアストラ
- ケンガンアシュラ
- 浦島坂田船の日常

2020年
- 地縛少年花子くん[4]
- BanG Dream! 3rd Season
- シャドウバース[5]
- 天晴爛漫![6]
- 神様になった日[7]
- 犬と猫どっちも飼ってると毎日たのしい[8]

2021年
- 天地創造デザイン部
- IDOLY PRIDE
- 東京リベンジャーズ
- 結城友奈は勇者である ちゅるっと!
- 逆転世界ノ電池少女
- 結城友奈は勇者である　-大満開の章-

2022年
- 怪人開発部の黒井津さん
- シャドウバースF
- パリピ孔明
- ようこそ実力至上主義の教室へ 2nd season
- アキバ冥途戦争[9]

2023年
- Buddy Daddies[10]
- 東京リベンジャーズ　聖夜決戦編
- 青のオーケストラ[11]
- ワールドダイスター[12]
- 放課後少年花子くん
- 東京リベンジャーズ　天竺編

2024年
- 戦国妖狐
- ようこそ実力至上主義の教室へ 3rd season
- 真夜中ぱんチ

2025年
- 地縛少年花子くん２

- 桃源暗鬼[13]
- アポカリプスホテル

### OVA
1999年
- 太陽の船 ソルビアンカ（音響制作）

2002年
- LOVE MACHINE 前編・後編 ※18禁

2004年
- ねとらん者 THE MOVIE

2008年
- 少女セクト ※18禁
- 瀬戸の花嫁OVA 仁

2009年
- 瀬戸の花嫁OVA 義
- ときめきメモリアル4

2010年
- 瀬戸の花嫁　否苦炒亜怒羅魔 極道の妻 KEJIME

2011年
- Baby Princess 3Dぱらだいす0（ラブ）
- カーニバル・ファンタズム
- 合体ロボット アトランジャー

2021年
- Fate/Grand Carnival

### 劇場アニメ
2013年
- AURA 〜魔竜院光牙最後の闘い〜
- PERSONA3 THE MOVIE #1 Spring of Birth

2014年
- PERSONA3 THE MOVIE #2 Midsummer Knight's Dream

2015年
- 劇場版 蒼き鋼のアルペジオ -アルス・ノヴァ- DC
- PERSONA3 THE MOVIE #3 Falling Down
- 劇場版 蒼き鋼のアルペジオ -アルス・ノヴァ- Cadenza

2016年
- PERSONA3 THE MOVIE #4 Winter of Rebirth

2019年
- フレームアームズ・ガール～きゃっきゃうふふなワンダーランド～
- BanG Dream! FILM LIVE

2020年
- デジモンアドベンチャー LAST EVOLUTION 絆

2021年
- BanG Dream! Episode of Roselia I : 約束
- BanG Dream! Episode of Roselia II : Song I am.
- BanG Dream! FILM LIVE 2nd Stage

2022年
- BanG Dream! ぽっぴん’どりーむ！
- 夏へのトンネル、さよならの出口

2023年
- デジモンアドベンチャー02 THE BEGINNING

2024年
- パリピ孔明 Road to Summer Sonia

### Webアニメ
2011年
- 放課後のプレアデス

2016年
- 殺せんせーQ!

2021年
- ちびリベ

2024年
- 童話リベンジャーズ

### ドラマCD
2002年
- 冤罪 eine falsche Beschuldi-gung

2004年
- 月は東に日は西に 〜Operation Sanctuary〜 ドラマCD
- dear（演出）
- Clover Heart's 〜looking for happiness〜#1、2
- Canvas2 〜プリズム色のサマーフェスタ〜
- ホワイトブレス 〜with faint hope〜

2005年
- 水月 ドラマCDシリーズ
  - 水月 〜夢雫〜 第一章
  - 水月 〜夢雫〜 第二章
  - 水月 〜夢雫〜 第三章
- _summer 〜everblue〜 ドラマCD days：01、03

2006年
- はこぶね白書（ディレクター）
- マザーキーパー（ディレクター）
- 江ノ島ベイビィ
- あまつき - ドラマCDシリーズ -

2008年
- 瀬戸の花嫁DVD第漆巻特典『放課後ラブハーツ』スペシャルドラマCD
- ドラマCD となりの801ちゃん

2009年
- 『ミカるんX』ドラマCDシリーズ
  - ミカるんX ドラマCD 01、02
  - ミカるんX チャンピオンRED6月号付録CD
- フランケン・ふらん

 2009年 
- ときめきメモリアル4

 2010年 
- Happy☆Magic!～ハピ☆マジ！～

2019年
- 「被虐のノエル」season０～叛逆～
- 「刀使ノ巫女」名残花蝶
- 「刀使ノ巫女」湖底楽園
- 騎士竜戦隊リュウソウジャーお話CD2（Sound Director)

2023年
- 芙蓉友奈は語り部となる

### 性教育人形制作協力
2018年
- あそびあそばせ

### アダルトゲーム
1997年
- 淫従の堕天使〜Requiem for Fallen Angel〜

1998年
- 放課後はフィアンセ
- 魔法少女B子〜りにゅーある〜
- SSS〜スリーエス〜
- ヴァンパイア東京へ行く

1999年
- リトルMyメイド
- 淫獄の学園
- 隷嬢キャスター真璃子
- リトルMyメイド〜パンドラBOX〜
- バウンティはんたぁルディ+
- メイドにおまかせ!
- POW 〜捕虜〜

2000年
- 螺旋回廊
- 使用済 〜CONDOM〜
- School Days (フェイス)
- Pure Doll
- Ms 〜If it is true〜
- 贖罪の教室 〜The seven stories of sin〜
- 帝都のユリ
- 電脳M奴隷・麗美
- レンズの向こう側…
- Snow Drop
- サクセス!
- おまかせ☆でまかせ え〜んじぇる!!
- いなおり 〜または彼は如何にして心配するのを止めて5人の女性を同時に愛するようになったか〜
- 使用中 〜W.C.〜
- 凌辱鬼
- 傀儡の教室
- アイシャポーカー
- 奴隷市場
- ま・ま・ゴ・ト
- カオスBaby義美 〜高瀬春奈編〜

2001年
- 妖幻天女
- Storia 〜逢魔の森の姫君達〜
- 義母
- Vie - いつかの夏の日。
- 快落 〜背徳の翼〜
- らぶらぶ☆ストレンジDays
- 温泉DE卓球
- 贖罪の教室 BADEND
- うつくしひめ 〜魔法調教物語〜
- 〜美亡人〜 肉奴隷
- 独占
- 美姉妹 屈辱の部屋
- 暴虐学園
- めいどdeおゆうぎ
- 傀儡の教室 HAPPYEND
- 実習生 〜危険な教室〜
- W/B 〜ホワイトローズ/ブラックリリー〜
- Coda－棘－
- よくできました。
- ぱらパラ2
- 新任英語教師 祐美子とテニスクラブ
- 奴隷市場 Renaissance
- 螺旋回廊2
- カオスBaby義美 〜富持奈津姫編〜

2002年
- 女教師・二十三歳
- ぱらパラR ミニゲーム『さわサワ』
- Lost Passage
- うにっち! 〜Weenie Witches〜
- 女教師 裕美の放課後
- 冤罪 eine falsche Beschuldi-gung
- 女教師・牝奴隷
- カオスQueen遼子4

2003年
- 生贄の教室
- セイレムの魔女たち（体験版）
- 保母さんチュ!
- 夏音 -Overture-

2004年
- 夏音 -June Strange Song- 六月期
- Canvas2ファンディスク INNOCENT COLORS
- Clover Heart's append disc 「TOYつめちゃいましたっ」

2005年
- さんかく祭 VOL.2
- 魔法戦士スイートナイツComplete Disc 「炸裂! スイートファイト」

### ラジオ番組
2004年
- やえさえらじお

2006年
- 江ノ島ベイビィラジオ